# أماليا فليمنغ
أماليا فليمنغ، سيدة فليمنغ، (28 يونيو 1912 - 26 فبراير 1986) طبيبة يونانية، أخصائية في علم الجراثيم، ناشطة في مجال حقوق الإنسان والسياسية.

## النشأة والتعليم
ولدت فليمنغ في القسطنطينية، الدولة العثمانية (اسطنبول حاليا، تركيا) في عام 1912. وكان والدها هاريكيوس كوتسوريس، وهو طبيب. في 1914، مع نشوب الحرب عالميّة الأولى وإرتفاع «القومية التركية» الغير المتسامحة عنصريًا، بالإضافة إلى خسارة منزل الأسرة ومصادرة مختبر والدها، هربت إلى أثينا مع عائلتها.
درست الطب، وتحديداً علم الجراثيم، في جامعة أثينا. من عام 1938 إلى عام 1944 عملت كأخصائية جراثيم في مستشفى مدينة أثينا. تزوجت من (مانيولي فوركاس) مهندس معماري.

## الحرب العالمية الثانية
في أبريل 1941 تم احتلال اليونان من قبل قوات المحور الألمانيّة والإيطاليّة. انضمت أماليا وزوجها إلى المقاومة اليونانية. ساعدت العديد من الجنود البريطانيين والنيوزيلنديين واليونانيين على الفرار من اليونان المحتلة، ونسخت برامج بي بي سي، وأنتجت بطاقات هوية مزيفة لليهود اليونانيين والضباط الأجانب.
وقد اعتقلها الإيطاليون وسجنوها بسبب أنشطتها. وقد تظاهرت بالتهاب الزائدة الدودية لأنها كانت تعرف أنها ستنتقل إلى مستشفى السجن الذي سيكون من الأسهل الهروب منه. وبعد العملية التي قامت بها في الزائدة الدودية، سُلمت إلى الغيستابو وحُكم عليها بالإعدام. في عام 1944 تم إنقاذها من السجن من قبل القوات البريطانية خلال تقدم الحلفاء إلى اليونان.

## لندن
مع نهاية الحرب، كانت اليونان في حالة خراب والآلاف من القتلى. في عام 1947 اندلعت الحرب الأهلية اليونانية بين المقاتلين بقيادة الشيوعيين وجيش الحكومة اليونانية من الملكيين المحافظين. أماليا وزوجها تطلقا.
من حسن الحظ في عام 1947 كانت ناجحة في طلبها للحصول على منحة دراسية المجلس الثقافي البريطاني التي مكنتها من القيام بالدراسات العليا في علم الجراثيم في مستشفى سانت ماري، لندن. هناك عملت مع السير الكسندر فليمنغ في معهد رايت فليمنغ لعلم الأحياء الدقيقة. أعجب السير الكسندر وموظفيه بأبحاثها (ألّفت «تسعة منشورات بحثية بين مايو 1947 وأغسطس 1952») و «تعاونت معه في عدة أوراق».
تزوجت السير ألكسندر فليمنغ في عام 1953 بعد وفاة زوجته الأولى، ولكن بوفاته في مارس 1955 ترملت بعد أقل من عامين. في السنوات التي تلت ذلك اختارت العودة إلى حياة البحث العلمي.

## نظام الكولونيلات
كشخص يحمل جنسية مزدوجة (اليونانية والبريطانية)، بدأت أماليا فليمنغ من عام 1962 لقضاء المزيد من الوقت في اليونان وانتقلت إلى هناك بشكل دائم في عام 1967. وتزامنت عودتها مع انقلاب عسكري وما تلاه من حكم اليونان من قبل المجلس العسكري اليوناني في 1967-1974 (المعروف باسم نظام الكولونيلات).
وبذلت جهوداً إنسانية لصالح أعضاء المعارضة الذين تم اعتقالهم وتعذيبهم في كثير من الأحيان على يد النظام، وعن أفراد أسرهم الذين تركوا في حالة فقر بعد الاعتقالات.
وقد اعتقلت في عام 1971 وحكم عليها بالسجن لمدة ستة عشر شهراً بتهمة التخطيط لهروب ألكسندروس باناغوليس من السجن الذي أدين بمحاولة اغتيال جورجيوس بابادوبولوس، رئيس المجلس العسكري. وقد أُطلق سراحها من السجن بعد أقل من شهر بسبب مشاكل صحية، لكنها جُرِّدت من جنسيتها اليونانية ورُحِّلت إلى بريطانيا.
على مدى السنوات القليلة التالية في لندن، شنت، بالاشتراك مع ميلينا ميركوري وهيلين فلاتشوس، «حملة الدعاية دون توقف» ضد الديكتاتورية اليونانية حتى انهارت أخيرا في عام 1974. وقدمت فليمنغ أيضاً تصريحات للجنة حقوق الإنسان في ستراسبورغ بشأن تعذيب السجناء السياسيين اليونانيين، واستمرت في مساعدة معارضي النظام المسجونين وأسرهم، وساعدت عدداً من معارضي المجلس العسكري على الفرار من اليونان.

## الأنشطة السياسية بعد عام 1974
عادت فليمنغ إلى اليونان في عام 1974 بعد سقوط المجلس العسكري. انضمت إلى الحركة الاشتراكية اليونانية (PASOK) وانتخبت للبرلمان اليوناني في 1977 و 1981 و 1985. وكانت ناشطة نشطة في مجال حقوق الإنسان، وكانت عضواً في المفوضية الأوروبية لحقوق الإنسان وأول رئيسة للجنة اليونانية لمنظمة العفو الدولية.

## الفترة الأخيرة من حياتها
عاشت فليمنغ في شقة في غرفة واحدة مع عدد من القطط التي كانت تحبها. توفيت في عام 1986.

## إرثها
رأت فليمينغ نفسها مواطنة يونانية ومدافعة عن الديمقراطية والاستقلال، قائلة: «لقد ولدت يونانية وهذا مرض عضال لا يمكن لأي شخص ولا أحد علاجه أو تغييره». بعد وفاتها، أعربت الحكومة اليونانية عن أسفها لخسارتها وأشادت بها ووصفتها بأنها «إنسانية عظيمة وديمقراطية جيدة ومناضلة من أجل القضية الاشتراكية».
أسست أماليا المؤسسة اليونانية للبحوث البيولوجية الأساسية «ألكسندر فليمنغ» و «هيأت الظروف لإنشاء» مركز أبحاث العلوم الطبية الحيوية «ألكسندر فليمنغ» (يشار إليه غالبًا باسم BSRC «ألكسندر فليمنغ» ومركز ألكسندر فليمنغ لأبحاث العلوم الطبية الحيوية)، في فاري، إحدى ضواحي أثينا.

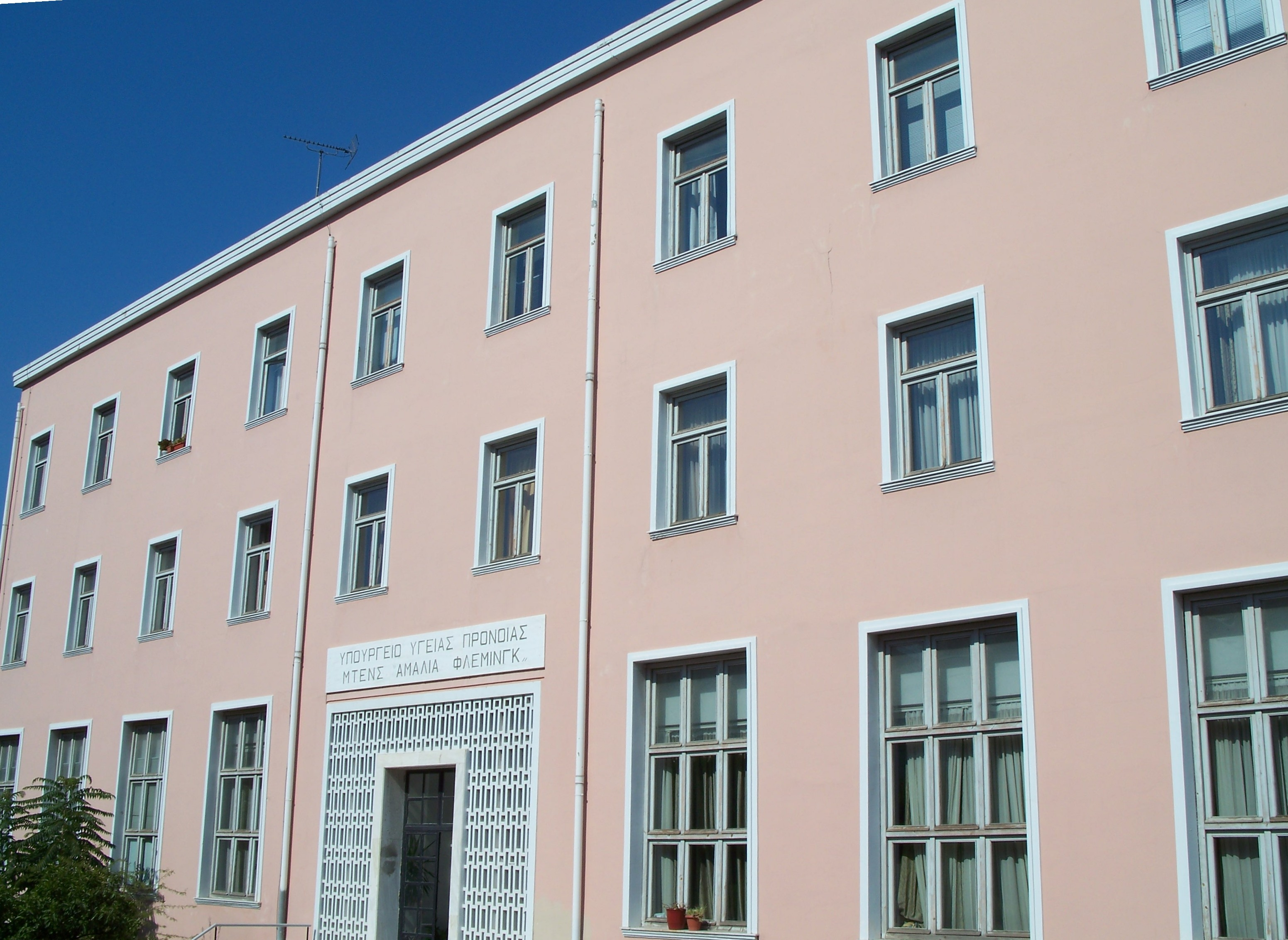
مستشفى أماليا فليمينغ في أثينا

في عام 1986، تم إنشاء مستشفى في ميليسيا، إحدى ضواحي أثينا، وسميت باسمها (المعروفة حاليًا باسم مستشفى سيسمانوجليو-أماليا فليمينغ العام).

## الجوائز
- وسام الرفاه الملكي اليوناني.[4]